# Бузенкур
Бузенкур (фр. Bouzincourt) насеље је и општина у североисточној Француској у региону Пикардија, у департману Сома која припада префектури Перон.
По подацима из 2011. године у општини је живело 545 становника, а густина насељености је износила 67,2 становника/km². Општина се простире на површини од 8,11 km². Налази се на средњој надморској висини од 106 метара (максималној 134 m, а минималној 67 m).

## Демографија
| 1962. | 1968. | 1975. | 1982. | 1990. | 1999. | 2011. |
| ----- | ----- | ----- | ----- | ----- | ----- | ----- |
| 543   | 564   | 537   | 580   | 535   | 511   | 545   |

График промене броја становника у току последњих година